# Carapa longipetala
Carapa longipetala är en tvåhjärtbladig växtart som beskrevs av Kenfack. Carapa longipetala ingår i släktet Carapa och familjen Meliaceae. Inga underarter finns listade i Catalogue of Life.